# جبار سینگ (فیلم)
جبار سینگ (به تلگو: Gabbar Singh) فیلمی محصول سال ۲۰۱۲ و به کارگردانی هریش شانکار است. در این فیلم بازیگرانی همچون پاوان کالیان، شروتی حسن، سوهاسینی مانیراتنام ایفای نقش کرده‌اند.
دنباله این فیلم سردار جبار سینگ نام دارد.